# Victor Ferin
Victor Ferin (* 1969 in Archangelsk, RSFSR, Sowjetunion, auch Viktor Ferin, weitere Schreibweisen Viktor Ferine und Victor Ferine) ist ein russischer Schauspieler und Filmschaffender.

## Biografie
Victor Ferin wurde 1969 in Archangelsk geboren. Neben seiner Tätigkeit als Darsteller in Deutschland, beispielsweise in Filmprojekten der Kunsthochschule für Medien wie Die Lichtung oder Wanja gehen, ist Ferin auch als Kameramann tätig. So hat er unter anderem bei den dokumentarischen Werken Elliott Sharp: The Velocity of Hue. Live in Cologne oder Phil Minton / Dieb13 - Im Pavillon des russischen Filmemachers Pavel Borodin die Kameraarbeit übernommen. Des Weiteren arbeitet Ferin seit mehreren Jahren bei den Internationalen Stummfilmtagen in Bonn mit und saß 2004 in der Kino-Jury der Oberhausener Kurzfilmtage.

## Filmografie (Auswahl)
- 2004: Für Mischa in Russland (Dokumentarfilm), (Mitwirkung)
- 2005: Wanja gehen (Kurzfilm), (Darsteller)
- 2007: Elliott Sharp: The Velocity of Hue. Live in Cologne (Konzertfilm), (Kamera)
- 2008: Die Lichtung (Kurzfilm), (Darsteller)
- 2010: Unlimited 23 (Musikdokumentation), (Kamera)
- 2010: Vielleicht läuft ja was im Fernsehen (Spielfilm), (Darsteller)
- 2012: The Feral Voice (Musik-Dokumentation), (Kamera)
- 2012: Alarm für Cobra 11 – Die Autobahnpolizei (Fernsehserie), (Mitwirkung in zwei Folgen von 2011 bis 2012)
- 2012: Requiem For A Baby Grand: Final Piano Music For 8 Hands And Tools (Musik-Dokumentation), (Kamera)
- 2013: Die Hüter der Tundra (Dokumentarfilm), (deutsche Übersetzung)
- 2013: Phil Minton / Dieb13 - Im Pavillon (Konzertfilm), (Kamera)
- 2017: Die Maler kommen (Kurzfilm), (Darsteller)
- 2021: Gomorrha - Sie nennen es den Gulag (Fernsehserie), (Darsteller)
- 2025: Wilma will mehr (Kinofilm, Darsteller)